# نبرد امسا
نبرد اِمِسا جنگی بود که در سال ۲۷۲ میلادی بین نیروهای رومی و پالمیرایی روی داد. فرماندهی رومیان را اورلیان، امپراتور وقت روم برعهده داشت و سپاهیان پالمیرا را ملکه زنوبیا و فرمانده‌اش زابداس رهبری می‌کردند.

## رویداد
اورلیان درصدد بود تا امپراتوری از روم جداشدهٔ پالمیرا را بار دیگر فتح نماید و به همین سبب با اندیشهٔ نمایش شفقت خود به مردمان رومی‌تبار منطقه به سوی شرق لشکر کشید. در نخستین رویارویی دو طرف در نبرد ایمائه در نزدیکی انطاکیه، رومیان موفق به شکست پالمیرایی‌ها شدند و درنتیجهٔ این شکست، زنوبیا و فرماندهٔ سپاهیانش زابداس به امسا گریختند.
دو سپاه بار دیگر با یکدیگر در دشت‌های مقابل شهر درگیر شدند. پالمیرایی‌ها همچون نبرد پیشین در مقایسه با رومیان از نظر سواره‌نظام دارای برتری بودند اما در کشاکش جنگ سواره‌نظام رومیان توانست آنان را متفرق ساخته و در نهایت به دست پیاده‌نظام دشمن کشته شدند. بنا بر روایت زوسیموس، تاریخ‌نگار بیزانسی، سواران زره‌پوش پالمیرایی به وسیلهٔ چماق‌های یگان‌های فلسطینی از پای درآمده و قتل‌عام شدند.
زنوبیا بار دیگر به داخل امسا عقب‌نشینی کرد اما بدون آنکه بتواند گنجینه‌هایش را در آنجا نجات دهد به پالمیرا گریخت. اورلیان نیز در تعقیب او به آنجا یورش برد و توانست پالمیرا را فتح نماید. زنوبیا این‌بار به سوی ایران گریخت اما پس از رسیدن به فرات دستگیر شد. با این‌وجود اورلیان او را مورد بخشش قرار داد و از اعدامش چشم پوشید.